# تحفة

تحفة الموناليزا

تشير كلمة تحفة أو الرَّائعة في الاستخدام الحديث إلى عمل مبدع حظي بالكثير من النقد المادح، وخصوصاً تلك التي تعدّ أعظم عمل قام به شخص لمسيرته المهنية، أو تعبر عن عمل يتميز بمهارة أو إبداعية أو صنعة بارزة.

## تاريخ كلمة تحفة
وقد أطلقت تسمية تحفة في الأصل على قطعة من العمل التي ينتجها متدرب أو عامل بارع يطمح أن يصبح حرفي ماهر في نظام النقابة الأوروبية القديم. حيث كان الحكم على ملائمته للتأهل لعضوية النقابة يصدر معتمداً جزئياً على التحفة، وإن كان ناجحاً، تقوم النقابة بالاحتفاظ بها. ولهذا كان إنتاج قطعة ممتازة ذو أهمية كبرى، مهما كانت الحرفة، سواء كانت لوحة أو حلويات أو صياغة الذهب أو السكاكين أو صفقات أخرى كثيرة.